# Tomas Lindberg
Tomas Lindberg, detto Tompa (Göteborg, 16 ottobre 1972), è un cantante, musicista e compositore svedese, noto per essere il vocalist degli At the Gates.

## Biografia
Cominciò come cantante della band Grotesque con il soprannome di Goatspell. Quando i Grotesque si divisero Lindberg fondò la melodic death metal band At the Gates. Gli At The Gates si divisero nel 1995 dopo la pubblicazione dell'album di grande successo Slaughter of the Soul.

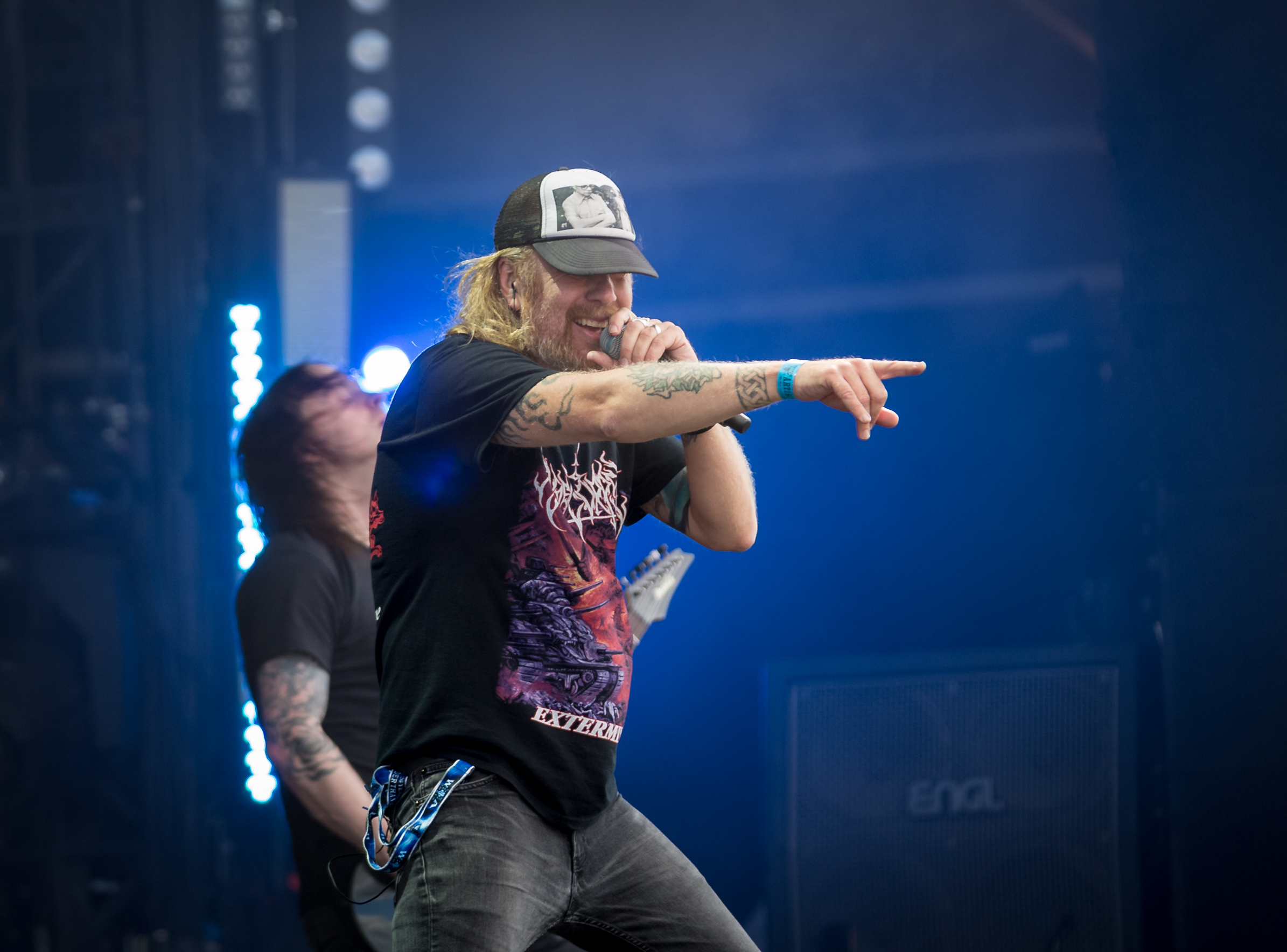
Il cantante con gli At the Gates al Wacken Open Air nel 2015

Da lì in poi Lindberg è stato coinvolto in molti altri progetti musicali nella scena metal. Ha fatto parte delle band Hide, The Crown, Disfear, Skitsysyem, Ceremonial Oath (a fianco di membri presenti e passati degli In Flames) e il gruppo grindcore Lock Up, nei quali suonò assieme ai membri dei Napalm Death Shane Embury (basso) e Jesse Pintado (chitarra) e all'ex batterista dei Dimmu Borgir Nicholas Barker.
È molto apprezzata la sua band The Great Deceiver, il cui stile è caratterizzato dalla fusione di elementi Göteborg melodic death metal e influenze di artisti come The Cure e Joy Division.
Negli ultimi tempi ha collaborato con la band Nightrage, ma poco dopo l'uscita dell'album Descent Into Chaos, nel 2005, Lindberg lasciò il gruppo affinché un cantante a tempo pieno potesse accompagnare la band in tour.

## Discografia
Grotesque
- 1989 - In the Embrace of Evil

At the Gates
- 1990 - Gardens of Grief
- 1991 - The Red in the Sky Is Ours
- 1992 - With Fear I Kiss the Burning Darkness
- 1994 - Terminal Spirit Disease
- 1995 - Slaughter of the Soul
- 2014 - At War with Reality
- 2018 - To Drink from the Night Itself
- 2021 - The Nightmare of Being

Skitsystem
- 1995 - Profithysteri
- 1996 - Ondskans Ansikte
- 1998 - Levande Lik
- 1999 - Grå Värld/Svarta Tankar
- 2001 - Enkel Resa Till Rännstenen
- 2002 - Skitsystem/Nasum Split

The Great Deceiver
- 2000 - Jet Black Art
- 2002 - A Venom Well Designed'
- 2003 - Terra Incognito

Lock Up
- 2002 - Hate Breeds Suffering

The Crown
- 2002 - Crowned in Terror

Disfear
- 2003 - Misanthropic Generation
- 2008 - Live the Storm

Nightrage
- 2003 - Sweet Vengeance
- 2005 - Descent into Chaos

The Blood of Heroes
- 2013 - The Waking Nightmare

Science Slam Sonic Explorers
- 2015 - Deep Time Predator

The Lurking Fear
- 2017 - Out of The Voiceless Grave